# La Chance aux chansons
La Chance aux chansons est une émission télévisée musicale française créée et présentée par Pascal Sevran.

## Historique
Cette émission a été diffusée  l'après-midi en semaine sur TF1 du 26 mars 1984 à septembre 1991, puis sur Antenne 2 et France 2 jusqu'au 22 décembre 2000.
« Jamais on n'aura à ce point défendu la chanson kitsch assumée et la ringardise intelligente. Du 26 mars 1984 au 22 décembre 2000, La chance aux chansons porta le flambeau d'une certaine idée de la chanson française, en marge des grands courants contemporains », écrit Nicolas d'Estienne d'Orves  dans Le Figaro en 2009. Son générique original était accompagné d'une chanson homonyme de Charles Trenet, écrite en 1970/1971, que celui-ci avait créée pour une émission de radio qu'il avait animée sur France Inter. Cette émission de radio faisait découvrir de nouveaux talents de la chanson.
L'annonce de la suppression de l'émission, en décembre 2000, a suscité un tel tollé auprès d'une partie des téléspectateurs, que l'émission revient finalement à l'antenne à compter du 16 septembre 2001, toujours sur France 2, mais désormais diffusée de façon hebdomadaire, le dimanche à midi. Pour l'occasion, l'émission change de nom, pour devenir Chanter la vie, et se dote d'un nouveau décor et d'un nouveau générique instrumental, remplaçant la chanson de Charles Trenet utilisé dans l'ancienne version. Finalement, elle est supprimée définitivement le 24 juin 2007 et fait place à l'émission France 2 Foot.

## Artistes ayant participé à l'émission
- 2Be3
- Aimable
- Mathé Altéry
- Patrice Amate
- Marcel Amont
- Andrex
- Thierry Amiel
- Josy Andrieu
- Jérôme Anthony
- Isabelle Aubret
- Hugues Aufray
- Chimène Badi
- Didier Barbelivien
- Christian Baudéan
- Gilbert Bécaud
- Thierry Beccaro
- Laurence Boccolini
- Irène Berthier
- Lucky Blondo
- Frida Boccara
- Andrea Bocelli
- Nathalie Boucheix
- Isabelle Boulay
- Jacqueline Boyer
- Rémy Bricka
- Dany Brillant
- Patrick Bruel
- C. Jérôme
- Maria Candido
- Carlos
- Jonatan Cerrada
- Stéphane Chomont
- Sébastien El Chato
- Annie Cordy
- Miguel Cortez
- Dalida
- Pascal Danel
- Dave
- François Deblaye
- Jean-Jacques Debout
- Pascal Chevalier Dorient
- Début de soirée
- François Deguelt
- Christian Delagrange
- Maria de Rossi
- Lorène Devienne
- Sacha Distel
- Arielle Dombasle
- Alice Dona
- Pierre-Yves Duchesne
- Anthony Dupray
- Giorgio Faelli
- Florence Farel
- Nadine Faure
- Franck Fernandel
- Patrick Fiori
- Liane Foly
- Frédéric François
- Jacqueline François
- Ginette Garcin
- Henri Génès
- Roland Gerbeau
- Laurent Gerra
- Anny Gould
- Chantal Goya
- Josh Groban
- Georges Guétary
- Corinne Hermès
- Gérard Holtz
- Mike Hunt
- Julio Iglesias
- Lucien Jeunesse
- Charlotte Julian
- Patricia Kaas
- Rina Ketty
- Françoise Kucheida
- Jean-Jacques Lafon
- Marie Laforêt
- Jack Lantier
- Maurice Larcange
- Gloria Lasso
- Vic Laurens
- Georgette Lemaire
- Francis Lemarque
- Lynda Lemay
- Pascal Garry
- Gérard Lenorman
- Herbert Léonard
- Allain Leprest
- Marc L'Hermitte
- Lily Lian
- Linkup
- Lio
- Caroline Loeb
- Frédéric Longbois
- Enrico Macias
- Guy Mardel
- Marcel Merkès
- Maurane
- Paulette Merval
- Mady Mesplé
- Armand Mestral
- Frank Michael
- Mick Micheyl
- Mireille
- Gilbert Montagné
- Monty
- Christian Morin
- Marie Myriam
- Alex Netty (Lulu)
- Marc Ogeret
- Nathalie Pâque
- Marc Pascal
- Patachou
- PICCOLO (groupe vocal)
- Séverine Peiro
- Julie Pietri
- Georgette Plana
- Prudy Printemps
- Michel Pruvot
- Jakie Quartz
- Simone Réal
- Serge Reggiani
- Renaud
- André Rieu
- Nicole Rieu
- Christophe Rippert
- Hélène Rollès
- Laurent Rossi
- Philippe Russo
- Sally bat des ailes
- Jackie Sardou
- Sheila
- Séverine
- Paul Severs
- Stone et Charden
- Jean-Marc Thibault
- Michèle Torr
- Charles Trenet
- Amaury Vassili
- André Verchuren
- Roch Voisine
- Allan Vermeer
- Christian Vidal
- Gilles Vigneault
- Hervé Vilard
- José Villamor
- Lily Vincent
- John William
- Julie Zenatti
- Zinzin
- Olivier Largo
- Éric Pina